# Clubiona sparassella
Clubiona sparassella là một loài nhện trong họ Clubionidae.
Loài này thuộc chi Clubiona. Clubiona sparassella được Embrik Strand miêu tả năm 1909.